# Европско првенство у атлетици на отвореном 1946 — 50 километара ходање за мушкарце
Такмичење у брзом ходању на 50 километара у мушкој конкуренцији на 3. Европском првенству у атлетици 1946. у Ослу одржано је у петак 23. августа..

## Земље учеснице
Учествовало је 8 такмичара из 5 земаља.
1. Данска (1)
2. Норвешка (2)
3. Уједињено Краљевство (2)
4. Чехословачка (1)
5. Шведска (2)

## Рекорди
| Рекорди пре почетка Европског првенства 1938. | Рекорди пре почетка Европског првенства 1938. | Рекорди пре почетка Европског првенства 1938. | Рекорди пре почетка Европског првенства 1938. | Рекорди пре почетка Европског првенства 1938. |
| --------------------------------------------- | --------------------------------------------- | --------------------------------------------- | --------------------------------------------- | --------------------------------------------- |
| Светски рекорд                                | Јосиф Долежал Чехословачка                    | 4.23:40                                       | Подјебради, Чехословачка                      | 4. август 1936.                               |
| Европски рекорд                               | Јосиф Долежал Чехословачка                    | 4.23:40                                       | Подјебради, Чехословачка                      | 4. август 1936.                               |
| Рекорди европских првенстава                  | Харолд Витлок, Уједињено Краљевство           | 4,41:51                                       | Торино, Италија                               | 4. септембар 1938.                            |
| Рекорди после Европског првенства 1938.       |                                               |                                               |                                               |                                               |
| Рекорди европских првенстава                  | Јон Јунгрен, Шведска                          | 4,38:20                                       | Осло, Норвешка                                | 23. август 1946.                              |

## Освајачи медаља
|                     |                                 |                                   |
| Јон Јунгрен Шведска | Хари Форбс Уједињено Краљевство | Чарлс Мегнан Уједињено Краљевство |

## Резултати

### Финале
| Пласман | Такмичарка      | Земља                | Резултат  | Белешке |  |
| ------- | --------------- | -------------------- | --------- | ------- |  |
|         | Јон Јунгрен     | Шведска              | 4:38:20   | РЕП     |  |
|         | Хари Форбс      | Уједињено Краљевство | 4:53:08,6 |         |  |
|         | Чарлс Мегнан    | Уједињено Краљевство | 4:54:05,4 |         |  |
| 4.      | Одвар Спонберг  | Норвешка             | 5.00:27   |         |  |
| 5.      | Хари Кристенсен | Данска               | 5.03:18   |         |  |
| —       | Хари Олсон      | Шведска              | НЗ        |         |  |
| —       | Едгар Брун      | Норвешка             | ДИСК      |         |  |
| —       | Јосиф Долежал   | Чехословачка         | ДИСК      |         |  |

## Укупни биланс медаља у ходању на 50 километара за мушкарце после 3. Европског првенства 1934—1946.
|    | Земља                | Злато | Сребро | Бронза | Укупно |
| -- | -------------------- | ----- | ------ | ------ | ------ |
| 1. | Уједињено Краљевство | 2     | 1      | 0      | 3      |
| 2. | Летонија             | 1     | 0      | 0      | 1      |
| 2. | Шведска              | 1     | 0      | 0      | 1      |
| 4. | Немачка              | 0     | 1      | 0      | 1      |
| 4. | Швајцарска           | 0     | 1      | 0      | 1      |
| 6, | Италија              | 0     | 0      | 1      | 1      |
| 6, | Норвешка             | 0     | 0      | 1      | 1      |
|    | Укупно {7}           | 3     | 3      | 3      | 9      |

|                                       | Земља                                 | Злато                                 | Сребро                                | Бронза                                | Укупно                                |
| Није био вишеструких освајача медаља. | Није био вишеструких освајача медаља. | Није био вишеструких освајача медаља. | Није био вишеструких освајача медаља. | Није био вишеструких освајача медаља. | Није био вишеструких освајача медаља. |
| ------------------------------------- | ------------------------------------- | ------------------------------------- | ------------------------------------- | ------------------------------------- | ------------------------------------- |

## Рференце
1. ↑  
European Athletics Championships Zürich 2014 - STATISTICS HANDBOOK (PDF), ЕАА, стр. 370, Приступљено 28. 11. 2017